# بيتر روز
بيتر إدوارد روز (Peter Edward Rose) (ولد في 14 من أبريل 1941م)، لقب بلقب «تشارلي هاسل» (Charlie Hustle)، لاعب سابق بالدوري الأمريكي للبيسبول ومدير فريق. بدأ روز اللعب في عام 1963م وحتى عام 1986م، وأصبح مديرًا منذ عام 1984م وحتى عام 1989م.
كان روز، وهو لاعب يستعمل كلتا يديه في التسديد قائد الفريق في كل مباريات الدوري الأمريكي في تسديدات (4256)، المباريات (3562)، بالمضرب (14053) وخارج المضرب (10328). فاز بثلاث حلقات في السلسلة الدولية (World Series)، وثلاث وألقاب تسديد، وجائزة جائزة أفضل لاعب بالدوري الأمريكي للبيسبول، وجائزتي القفاز الذهبي (Gold Glove)، وجائزة أفضل مبتدئ في الدوري الوطني للمبتدئين، ولعب 17 مباراة النجوم (All-Star) في خمسة أماكن مختلفة (القاعدة الثانية (2B)، الأيسر (LF)، الأيمن، القاعدة الثالثة والقاعدة الأولى (1B).
وفي أغسطس عام 1989م، بعد ثلاث سنوات من اعتزاله اللعب، تمت الموافقة على وضع روز ضمن قائمة الدوري الأمريكي للبيسبول للشخصيات الممنوعة مدى الحياة بسبب عدم أهليتهم للبيسبول وسط اتهامات بقيامه على مباريات البيسبول أثناء لعبه وإدارته لفريق ريدز، بما في ذلك ادعاءات بأنه قام بالمراهنة على فريقه. وفي عام 1991م، صوّت قاعة مشاهير البيسبول (Baseball Hall of Fame) بشكل رسمي على منع المدرجين بقائمة «غير المؤهلين بشكل دائم» من تقلد المناصب، بعد استبعاد هؤلاء اللاعبين عن طريق اتفاق غير رسمي من بين المصوتين. وفي عام 2004م، وبعد أعوام من الإنكار، أقر روز بمراهناته على مباريات البيسبول، وأن رهاناته هذه كانت على فريق الريدز (the Reds) وليست ضدهم. وأثارت مسألة إمكانية انتخاب وإعادة روز إلى قاعة المشاهير (Hall of Fame) جدلًا كبيرًا في أوساط لعبة البيسبول.

## وصلات خارجية
- بيتر روز على موقع IMDb (الإنجليزية)
- بيتر روز على موقع الموسوعة البريطانية (الإنجليزية)
- بيتر روز على موقع إن إن دي بي (الإنجليزية)
- بيتر روز على موقع قاعدة بيانات الفيلم (الإنجليزية)
- بيتر روز على موقع دوري كرة القاعدة الرئيسي (الإنجليزية)
- بيتر روز على موقعبيزبول رفرنس.كوم (الدوري الرئيسي) (الإنجليزية)
- بيتر روز على موقعبيزبول رفرنس.كوم (الدوري الثانوي) (الإنجليزية)
- بيتر روز على موقع إي إس بي إن.كوم (أم.أل.بي) (الإنجليزية)
- بيتر روز على موقع مشجعي الرسوم البيانية (الإنجليزية)
- بيتر روز على موقع دبليو دبليو إي (الإنجليزية)
- بيتر روز على موقع CageMatch worker (الإنجليزية)
- بيتر روز على موقع عالم المصارعة على الإنترنت (الإنجليزية)
- بيتر روز على موقع عالم المصارعة على الإنترنت (الإنجليزية)

- PeteRose.com – Official website
- WWE Hall of Fame Profile of Pete Rose
- baseball1.com – the Dowd Report on Rose's gambling
- baseball1.com agreement between Rose & MLB